# Dan Gargan
Daniel Gargan, detto Dan Gargan (Filadelfia, 14 dicembre 1982), è un ex calciatore statunitense di ruolo difensore.

## Carriera
Dopo essere stato selezionato ai SuperDraft dal Colorado Rapids ed essere divenuto beniamino della tifoseria, il 25 aprile 2008 passa al Chivas USA ma dopo poco meno di due settimane annuncia il suo ritiro dal professionismo per motivi personali.
Nel 2009 torna a giocare con la maglia del Puerto Rico Islanders in USL, collezionando 29 presenze in tutte le competizioni ed aiutnadomla squadra a raggiungere i play-off e ad avanzare in CONCACAF Champions League.
Il 26 marzo 2010 passa al Toronto FC.
Il 1º luglio segna la prima rete in carriera da professionista in MLS contro gli Houston Dynamo, match terminato 1-1.
Il 28 luglio 2011 passa al Chicago Fire in uno scambio con Dasan Robinson. Colleziona complessivamente 22 presenze con i Fire.
Dopo essere stato selezionato durante i Draft, il 25 gennaio 2013 firma un nuovo contratto con i San Jose Earthquakes.
La stagione successiva passa ai Los Angeles Galaxy
, dove rimane per una stagione e mezza.

## Statistiche

### Presenze e reti nei club
Statistiche aggiornate al 29 novembre 2017.
| Stagione                  | Squadra                   | Campionato                | Campionato | Campionato | Coppe nazionali | Coppe nazionali | Coppe nazionali | Coppe continentali | Coppe continentali | Coppe continentali | Altre coppe | Altre coppe | Altre coppe | Totale | Totale |
| Stagione                  | Squadra                   | Comp                      | Pres       | Reti       | Comp            | Pres            | Reti            | Comp               | Pres               | Reti               | Comp        | Pres        | Reti        | Pres   | Reti   |
| ------------------------- | ------------------------- | ------------------------- | ---------- | ---------- | --------------- | --------------- | --------------- | ------------------ | ------------------ | ------------------ | ----------- | ----------- | ----------- | ------ | ------ |
| 2005                      | Colorado Rapids           | MLS                       | 12         | 0          |                 | -               | -               |                    | -                  | -                  |             | -           | -           | 12     | 0      |
| 2006                      | Colorado Rapids           | MLS                       | 22+2       | 0          |                 | -               | -               |                    | -                  | -                  |             | -           | -           | 24     | 0      |
| 2007                      | Colorado Rapids           | MLS                       | 15         | 0          |                 | -               | -               |                    | -                  | -                  |             | -           | -           | 15     | 0      |
| Totale Colorado Rapids    | Totale Colorado Rapids    | Totale Colorado Rapids    | 51         | 0          |                 | -               | -               |                    | -                  | -                  |             | -           | -           | 51     | 0      |
| 2009                      | Puerto Rico Islanders     | USL                       | 12         | 1          |                 | -               | -               | CCL                | 7                  | 0                  |             | -           | -           | 19     | 1      |
| 2010                      | Toronto FC                | MLS                       | 27         | 1          | CC              | 2               | 0               | CCL                | 7                  | 0                  |             | -           | -           | 36     | 1      |
| 2011                      | Toronto FC                | MLS                       | 16         | 0          | CC              | 3               | 0               |                    | -                  | -                  |             | -           | -           | 19     | 0      |
| Totale Toronto            | Totale Toronto            | Totale Toronto            | 43         | 1          |                 | 5               | 0               |                    | 7                  | 0                  |             | -           | -           | 55     | 1      |
| 2011                      | Chicago Fire              | MLS                       | 9          | 1          | USOC            | 2               | 0               |                    | -                  | -                  |             | -           | -           | 11     | 1      |
| 2012                      | Chicago Fire              | MLS                       | 22         | 0          | USOC            | 1               | 0               |                    | -                  | -                  |             | -           | -           | 23     | 0      |
| Totale Colorado Rapids    | Totale Colorado Rapids    | Totale Colorado Rapids    | 31         | 1          |                 | 3               | 0               |                    | -                  | -                  |             | -           | -           | 34     | 1      |
| 2013                      | San Jose Earthquakes      | MLS                       | 8          | 0          | USOC            | 1               | 0               | CCL                | 3                  | 0                  |             | -           | -           | 12     | 0      |
| 2014                      | Los Angeles Galaxy        | MLS                       | 29+5       | 0          | USOC            | 1               | 0               |                    | -                  | -                  |             | -           | -           | 35     | 0      |
| 2015                      | Los Angeles Galaxy        | MLS                       | 25         | 0          | USOC            | 3               | 0               | CCL                | 4                  | -                  |             | -           | -           | 32     | 0      |
| Totale Los Angeles Galaxy | Totale Los Angeles Galaxy | Totale Los Angeles Galaxy | 59         | 0          |                 | 4               | 0               |                    | 4                  | 0                  |             | -           | -           | 67     | 0      |
| Totale carriera           | Totale carriera           | Totale carriera           | 204        | 3          |                 | 13              | 0               |                    | 21                 | 0                  |             | -           | -           | 238    | 3      |

## Palmarès

### Competizioni nazionali
- Canadian Championship: 2

Toronto: 2010, 2011
- Campionato MLS: 1

Los Angeles Galaxy: 2014